# レゴ モンキーキッド
『レゴ モンキーキッド』(原題：Lego Monkey Kid) は、孫悟空と西遊記に触発されたレゴテーマおよびアニメ作品。レゴグループからライセンス供与され、テーマは2020年に最初に導入された。

## あらすじ
かつて、闇の世界から現れた「デーモン・ブルキング」を、如意棒で山に封印したと言われる伝説のヒーロー「モンキーキング」。
ラーメン屋さんでアルバイトをしているキッドは、出前の途中に如意棒が引き抜かれ、デーモン・ブルキングが復活するところに遭遇してしまった。ピンチに陥るキッドだったが、なぜか如意棒を操ることができ、なんとかその場を逃げ出すことに成功。デーモン・ブルキングは、息子のレッドサンが開発した鎧に身を包み、さらなるパワーを得て、世界征服をもくるむ。
キッドと仲間たちは、如意棒をモンキーキングのもとに戻して世界を救ってもらおうと花果山に旅立つ。
しかし、モンキーキングとの対面を果たしたキッドは、自身が後継者であることを知り、世界の平和を守るためデーモン・ブルキングをはじめ、さまざまな敵に立ち向かうのだった。

## キャラクター

### MK団
キッド (Monkie Kid/MK)
声 - ジャック・デセナ/加藤英美里
本作の主人公。ラーメン店でアルバイトをしている普通の少年。モンキーキングの大ファンで、お調子ものだがモンキーキングに対する情熱は誰にも負けない。なぜだかモンキーキングの如意棒を受け継ぐことになり、後継者として世界の平和を守るヒーローとして修行中。
モンキーキング (Monkey King)
声 - ショーン・シュメル/高橋伸也
最強の戦士で、伝説のヒーロー。強くて、賢い、完璧な自分に自信満々なモンキーキングだが、イタズラ好きで少し生意気な一面もある。
メイ (Mei)
声 - ステファニー・ジェー/内田愛美
キッドの親友。超おしゃベりでハイテンションな女の子。仲間がピンチなときにはいつも助けてくれる。最新のトレンドやメカが大好き。実は巨大な宮殿に住む、とても有名な伝説のドラゴン一族の娘。
ピグシー (Pigsy)
声 - デイブ・B.・ミッチェル/後藤ヒロキ
ピグシーラーメンの店主。激怒ぽくてキッドにいつガミガミ言っているが、本当は優しくて面倒見がいい。
サンディー (Sandy)
声 - パトリック・セイズ/野澤英義
名高い屈強な元戦士。しかし、心の中にいた本当の自分 (乙女な部分) に気がつき、今ではお茶に癒やされる毎日をすごしている。ネコの「モーちゃん」と一緒にヨガをすることが大好き。普段はおっとりしているが、怒ると戦士の頃の性格に戻ってしまいすごく怖い。
タン (Tang)
声 - デビッド・チェン/柳田淳一
いろんなことに詳しい勉強家。なんとかしてピグシーラーメンでタダ飯にありつこうとしている。ピンチなときは冷静さと知識の多さで、キッドたちを解決に導いてくれる。

### 悪魔
デーモン・ブルキング (Demon Bull King)
声 - スティーヴン・ブルーム/田邉優人
世界征服をねらい、かつての戦いでモンキーキングに封印されていた。しかし、プリンセス・オウギや、レッドサンの協力で復活し、改めてモンキーキングへの復讐と、世界征服再始動をした。
レッドサン (Red Son)
声 - カイル・マカリー/潘めぐみ
デーモン・ブルキングの息子。父親に認められるため、ワルの道を極めようとしている。自己中心的な性格でキレやすいが、メカの発明はピカイチで、デーモン・ブルファミリーの武器や乗り物をつくっている。物事がうまくいかないと激怒する。
プリンセス・オウギ (Princess Iron Fan)
声 - グウェンドリン・ヨー/喜多村英梨
デーモン・ブルキングの妻。邪悪で、賢く、美しい。超強力な扇子で、竜巻をおこし敵を吹き飛ばす。レッドサンを立派なワルにしようとしている教育ママ。
スパイダークイーン (Spider Queen)
声 - キンバリー・ブルックス/松井恵理子
蜘蛛の悪魔のリーダー。
シンタックス (Syntax)
声 - ショーン・シュメル/岡林史泰
ストロング (Strong Spider)
声 - パトリック・セイズ/堂坂晃三
ハンツマン (Huntsman)
声 - スティーヴン・ブルーム/相馬康一
キン　(Jin)
声 - ショーン・シュメル/橘諒
ギン (Yin)
声 - デイブ・B.・ミッチェル/おおしたこうた
レディーボーンデーモン (Lady Bone Demon)
声 - ビクトリア・グレース/斎藤楓子
墓の中に封印された霊的な悪魔。デーモン・ブルキングに解放された後、精霊はデーモン・ブルキングの体を乗っ取り、キッドを破壊しようとしたが、キッドはそれを打ち負かし、デーモン・ブルキングの所有者を解放した。
マカク (Macaque)
声 - ビリー・カメッツ/森嶋秀太
力を共有し、彼の役割を引き継ぐことを望んでいるモンキーキングの邪悪な相手。

### 他
市長 (Mayor)
声 - スティーヴン・ブルーム/相馬康一
ナジャ (Ne zha)
声 - ジョニー・ヨング・ボッシュ/玉川寿紀
天界に住む伝説のハーストプリンス。シーズン3で登場、三昧の炎が世界を破壊すると予測し、モンキーキングに三昧の地図を奪わせないよう引き止めようとしたが、モンキーキングの力に及ばず奪われてしまう。その後、リングを3つ集めたキッド達の前に現れ、リングを取り返そうとするが、マカクの襲撃、さらにはメイが暴走してしまい、モンキーキングがレディーボーンデーモンを倒しに行き、キッドと共に連れ戻しに行く。また、不安がるキッドを励ました。
チャンガ (Chang'e)
声 - 羅元湘/内田彩

## 車両
- モンキーキングの戦士メカ
- レッドサンのインフェルノトラック
- ピグシーのフードトラック
- モンキーキッドの秘密基地
- モンキーキッドの筋斗雲ジェット
- サンディのスピードボート
- メイのホワイト・ドラゴン・ホースバイク
- モンキーキッドの筋斗雲ロードスター
- スパイダークイーンの最恐基地
- レッドサンのブラスター·ジェット
- モンキーキッドのドローンバスター
- モンキーキッドのライオン·ガーディアン
- モンキーキッドのドローンバイク
- サンディのパワーメカ
- ピグシーのラーメンタンク
- ボーンデーモンとの決戦!

## エピソード

### シーズン1
1. ヒーロー誕生! キッドと伝説の如意棒 (前編)
2. ヒーロー誕生! キッドと伝説の如意棒 (後編)
3. あばれん棒!? すさまじき如意棒のパワー/恐怖の分身 大パニック!
4. 超伝説級! メイのとんでもルームツアー/ディナーにしないで! スパイダークイーン登場
5. ワンダホー! なんて不思議な長い1日/爆走レース! 伝説の桃を手に入れろ!
6. 集中! 集中!! 地獄の出前修行/争奪戦! 魔法の鍵は誰の手に!?
7. 新たな師匠! マカク参上/大暴走! 支配されたデーモン・ブルキング
8. 最強女王! スパイダークイーンの逆襲 (前編)
9. 最強女王! スパイダークイーンの逆襲 (後編)

### シーズン2
1. 眠りつく街、スリープバグを追え！
2. ヤケドに注意！小籠包には気をつけろ
3. 怒涛のピンポン大パニック！
4. 激闘フードバトル！ウマいのはどっちだ
5. 忍びよる闇、レディーボーン・デーモン
6. ゲームで修行！燃える怒りの鉄拳！
7. 光と闇、キッドの迷い
8. サンディー激怒！マンダラゲの花を探せ
9. 新たな相棒！ワンワンハンド1号・2号
10. 闇の使者、ボーンデーモンとの決戦!

### シーズン3
1. ドン底からの脱却、最強の武器を手に入れろ！
2. はじめまして！めっちゃ遠い親戚のドラゴン！
3. 崖っぷち！？砂漠のカジノで大ピンチ！
4. 立ちはだかる闇、マカク再び
5. 超絶迷走中！？記憶をなくしたモンキーキング
6. そうだったのか！三昧の炎の真実
7. 料理はときめき♡チャンガと一緒にクッキング
8. がんばれ応援隊長！僕はタン
9. 激突！キング、プリンス、そしてシャドー
10. 4つ目のリング！？解き放たれた三昧の炎
11. メイの迷走修行、三昧の炎に負けるな！
12. 絶体絶命！闇に飲み込まれたモンキーキング
13. 一致団結！やるぞ最終決戦！
14. 伝説は終わらない！いくぜ、モンキーキッド！